# عبال
العَبَال أو ورد حبشي أو عُرشُق أو حاجة أو حُمس أو قَرَوان أو زَرْب  (الاسم العلمي: Rosa abyssinica)، نوع من الورود أعطانها الأصلية في أفريقيا جنوب الصحراء (إثيوبيا، الصومال، السودان، وإريتريا) والسعودية واليمن . عرف غير الأفارقة هذه الوردة عن طريق كتابات عالم النبات الأسكتلندي روبرت براون في القرن التاسع عشر. يوضع العبال في جنس الورد، وفصيلة الوردية. لا توجد له نويعات مُدرجة في دليل الحياة.